# Aeroporto di Salvador-Deputato Luís Eduardo Magalhães
L'aeroporto di Salvador–Deputato Luís Eduardo Magalhães, già aeroporto Internazionale di Salvador-Dois de Julho, è un aeroporto brasiliano che serve Salvador, capitale dello stato di Bahia. È il quinto più grande aeroporto di tutto il Brasile e primo per il traffico di passeggeri nel nordest del Brasile.

## Storia
L'aeroporto, originariamente chiamato Aeroporto Santo Amaro do Ipitanga, fu fondato nel 1925. Nel 1941 Panair do Brasil partecipò agli sforzi della Seconda Guerra Mondiale con l'appoggio dei governi americano e brasiliano, ricostruendo completamente la struttura.
Il 20 dicembre 1955, l'aeroporto cambiò nome per la prima volta: divenne noto come Aeroporto Internazionale Dois de Julho, che celebrava il Giorno dell'Indipendenza di Bahia. Questo è ancora il nome con cui la popolazione di Salvador da Bahia chiama la struttura.
Il 16 giugno 1998 il nome dell'aeroporto è stato nuovamente cambiato nella sua forma attuale, onorando Luís Eduardo Maron Magalhães (1955-1998), un influente politico dello stato di Bahia. Questo secondo cambiamento rimane tuttavia controverso e ci sono stati tentativi di ripristinarlo.

## Struttura
L'aeroporto si trova in un'area di oltre 6 milioni di metri quadrati tra dune di sabbia e vegetazione autoctona. La lussureggiante strada coperta di bambù per l'aeroporto è diventata una delle attrazioni panoramiche di Salvador da Bahia.
Il terminal passeggeri è stato aperto nel 1998, sostituendo il originale obsoleto. Questo terminal ha continuato ad essere aggiornato e completato entro la fine del 2000. Il terminal principale, che comprende un centro commerciale, ha 69.400 m², 11 jetways e una capacità di gestire 6.000.000 passeggeri / anno. Il traffico è cresciuto in media del 14% all'anno.
A marzo 2017, Vinci SA ha acquistato per 660 milioni di reais l'amministrazione dell'aerorporto per 30 anni, nell'ambito del piano nazionale di privatizzazione promosso dal governo brasiliano.

## Galleria d'immagini

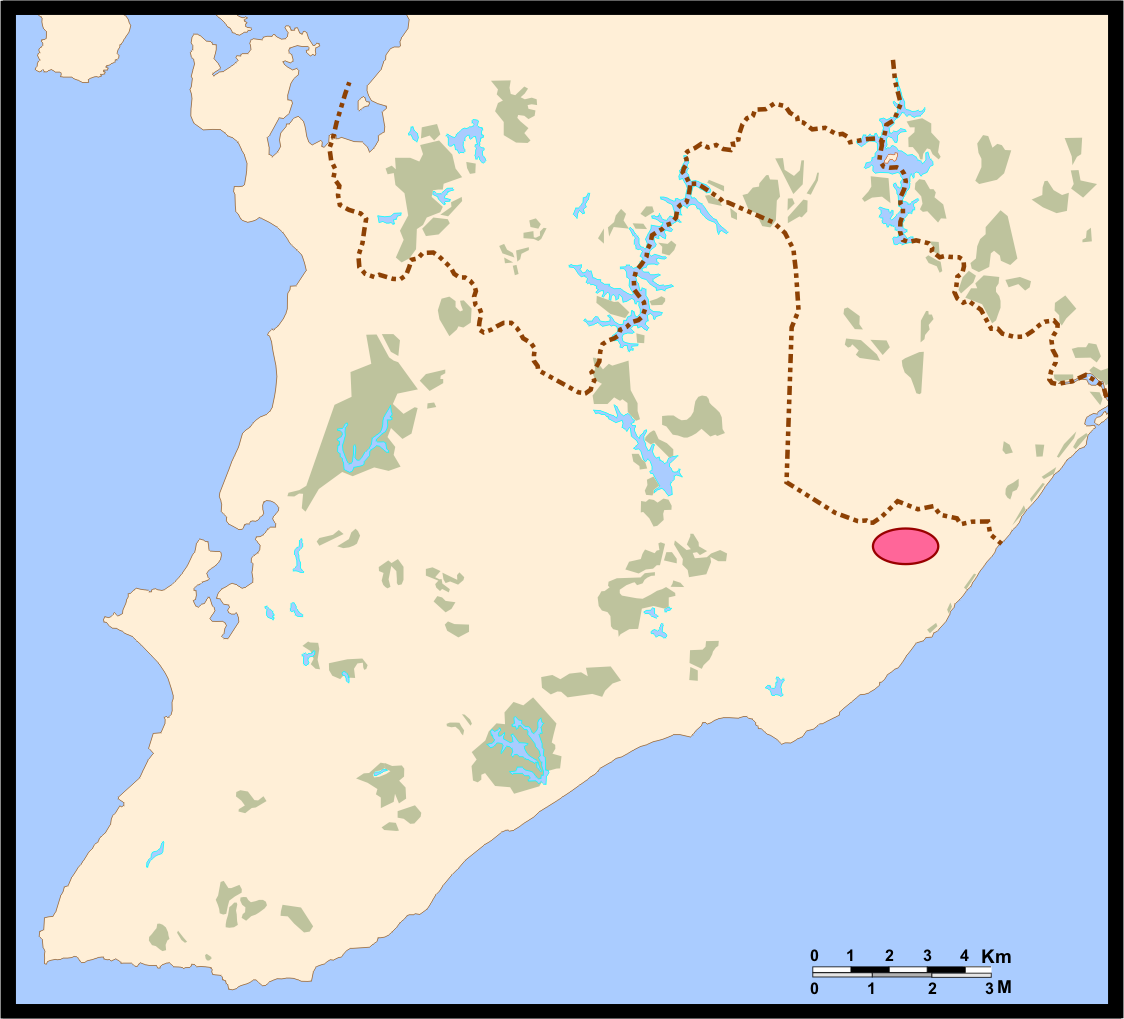
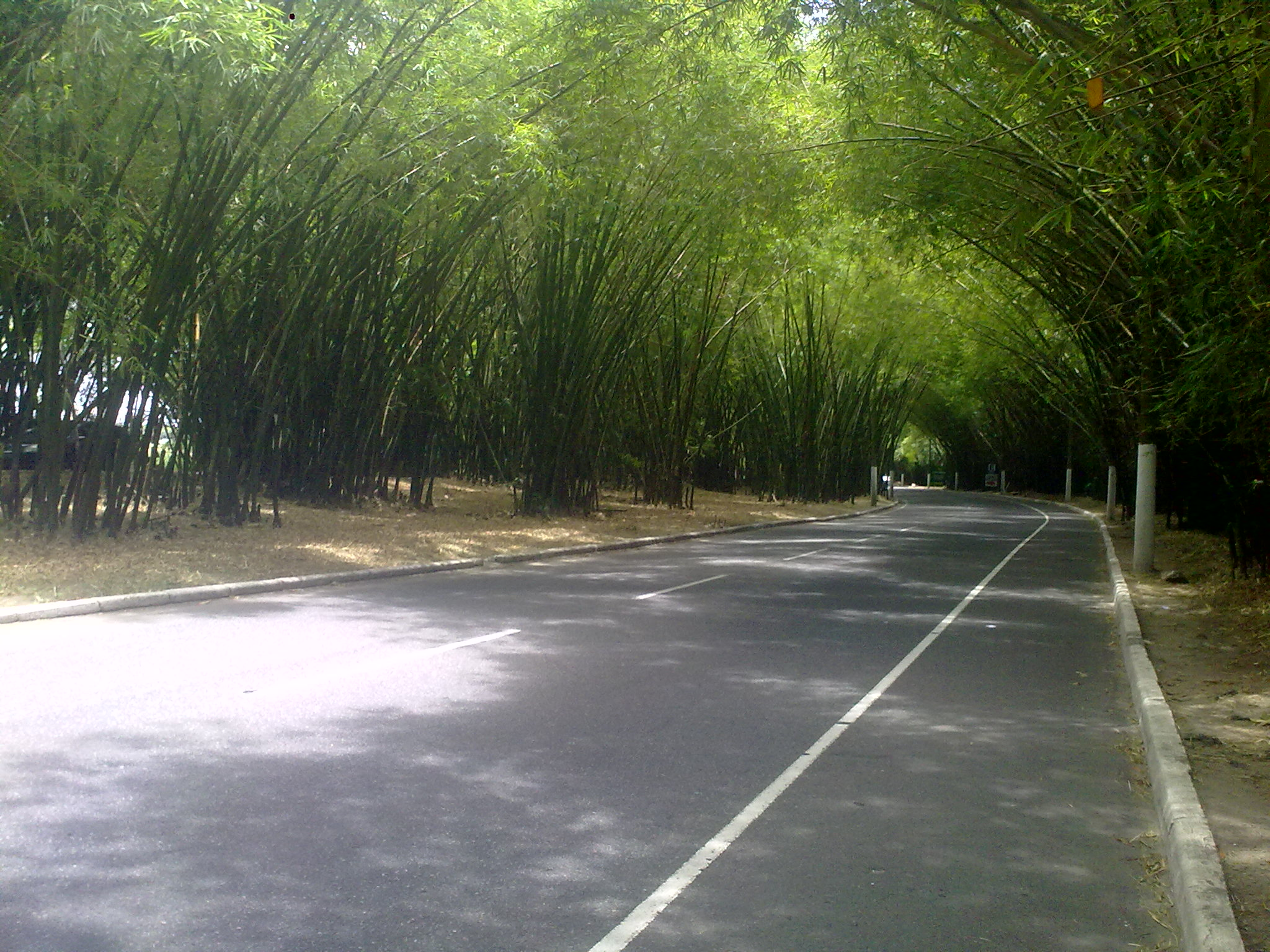
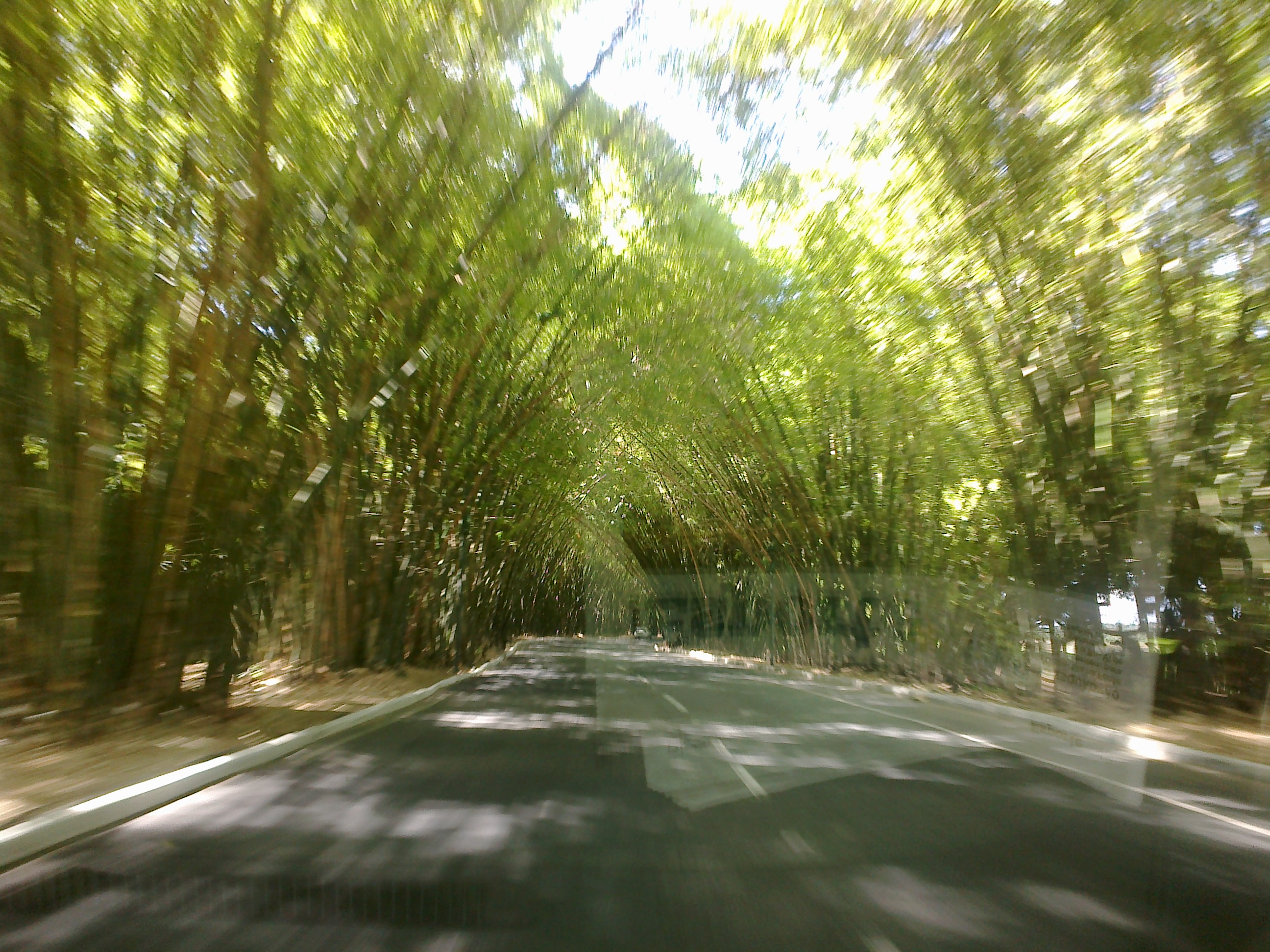
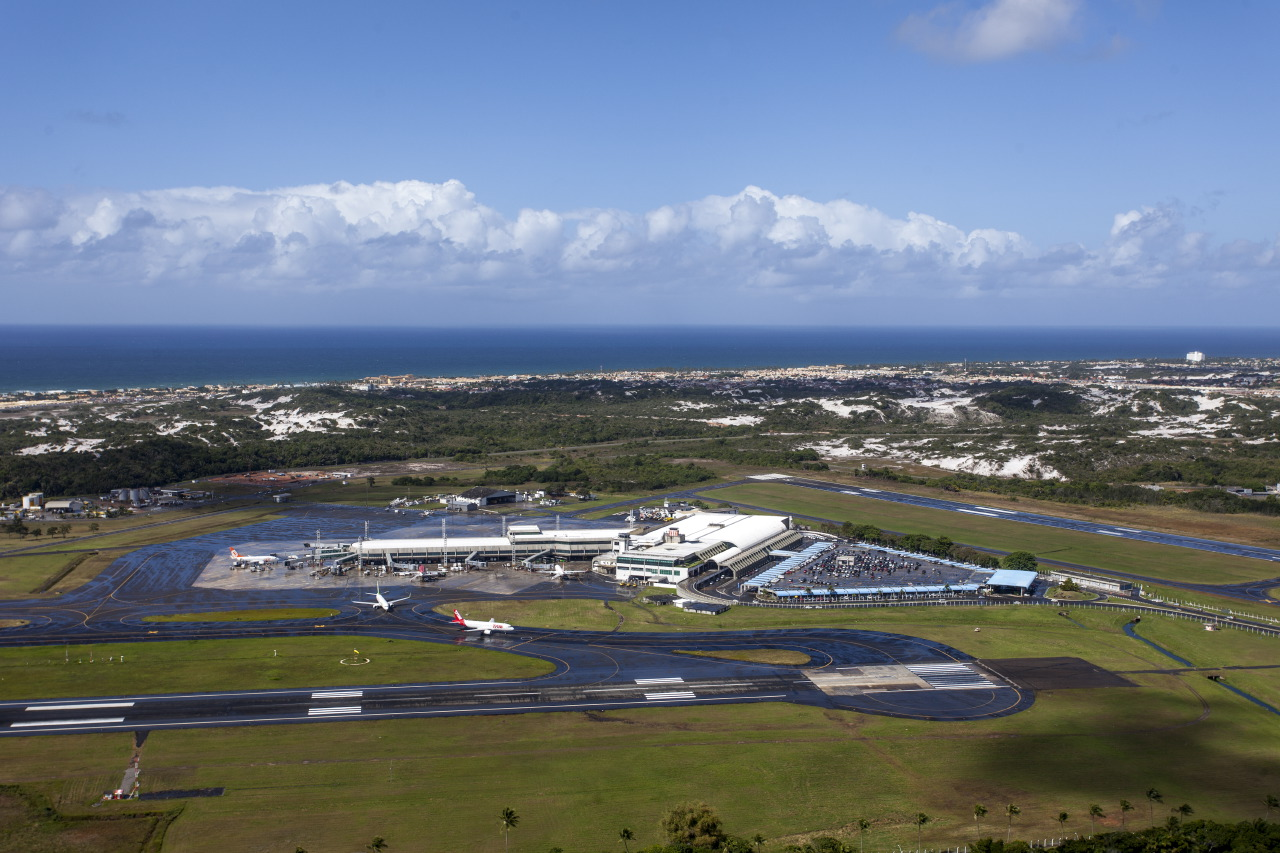
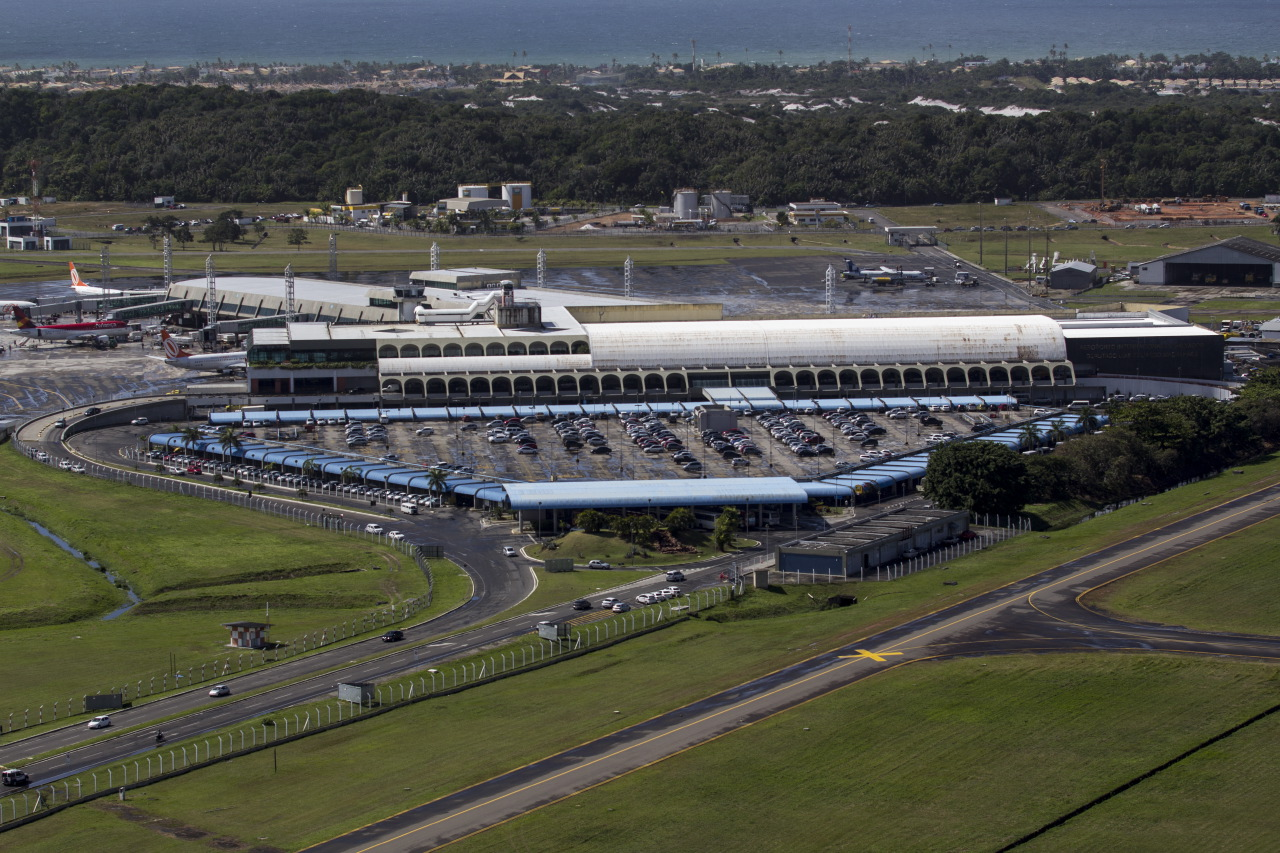
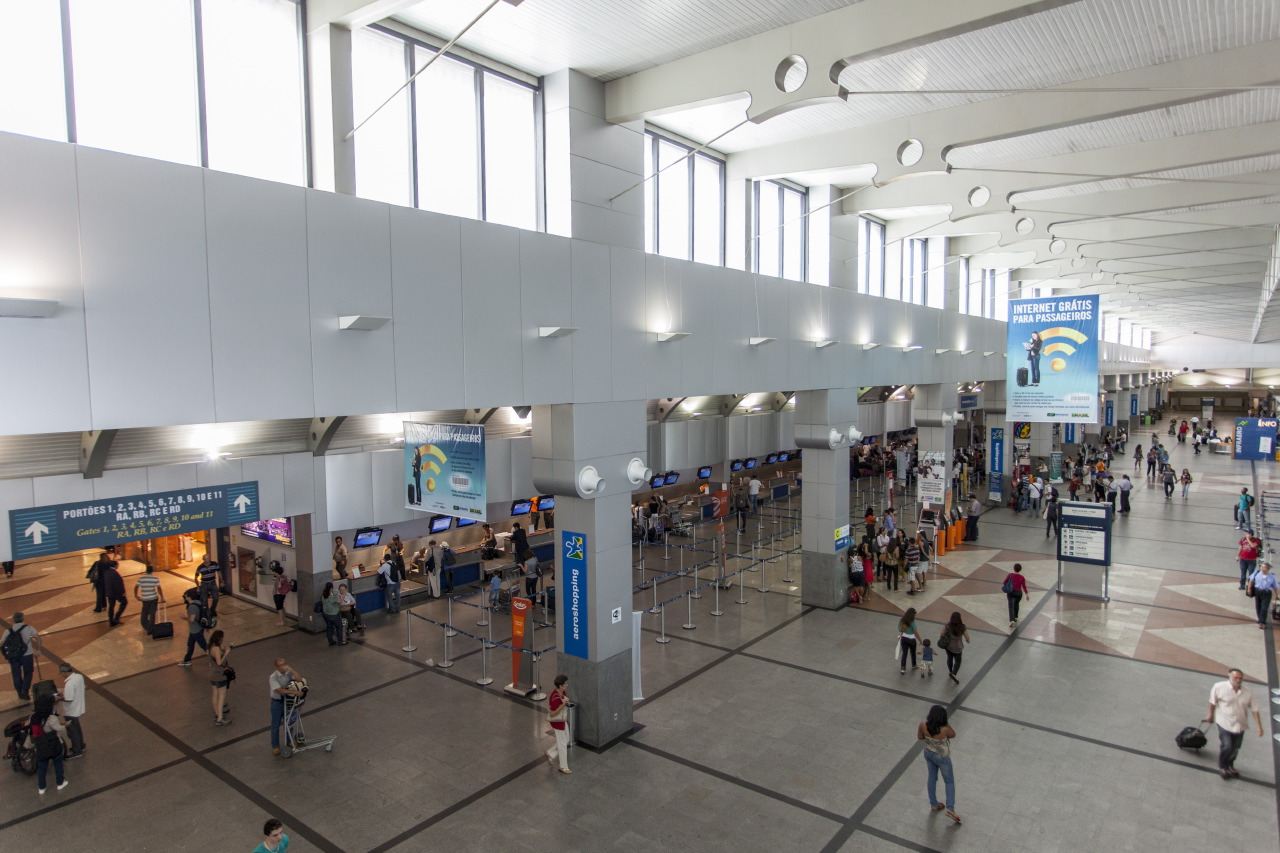
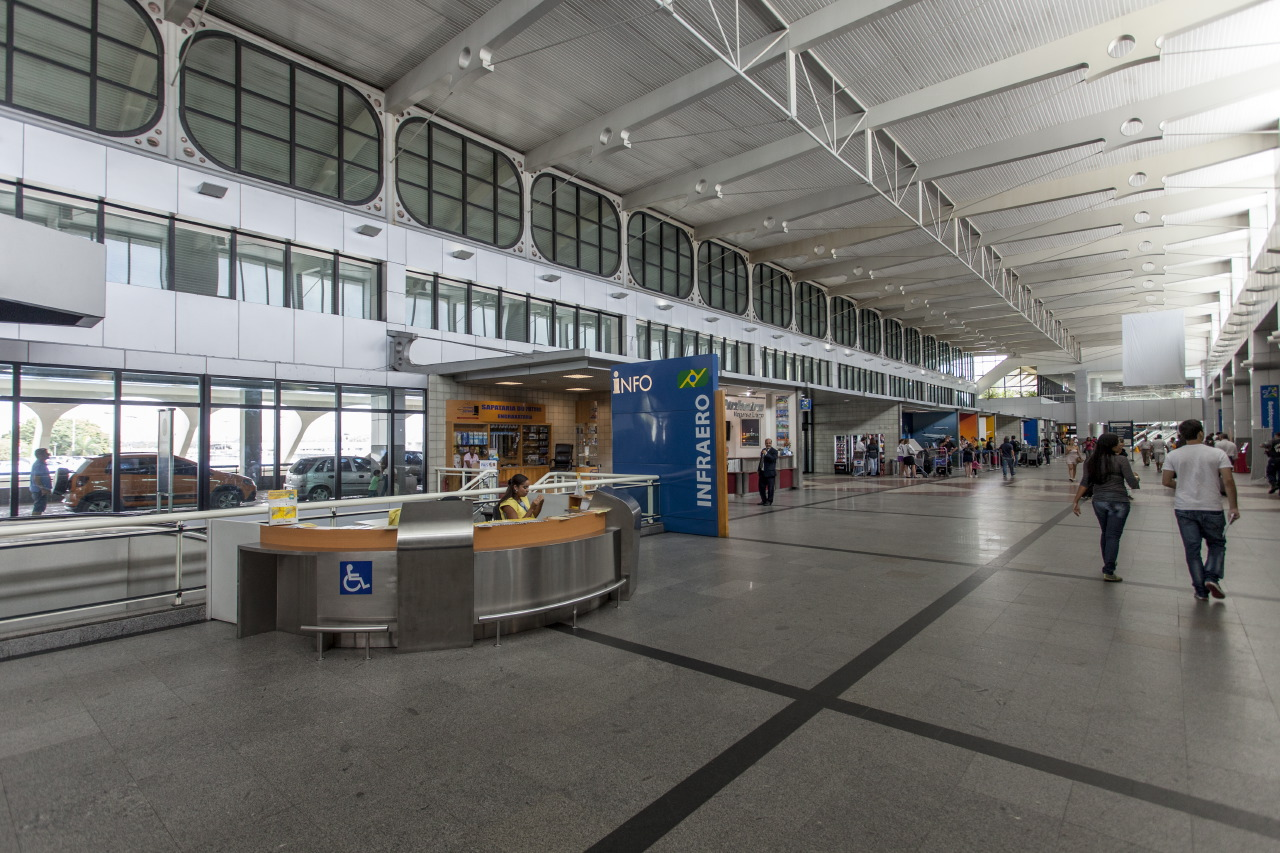
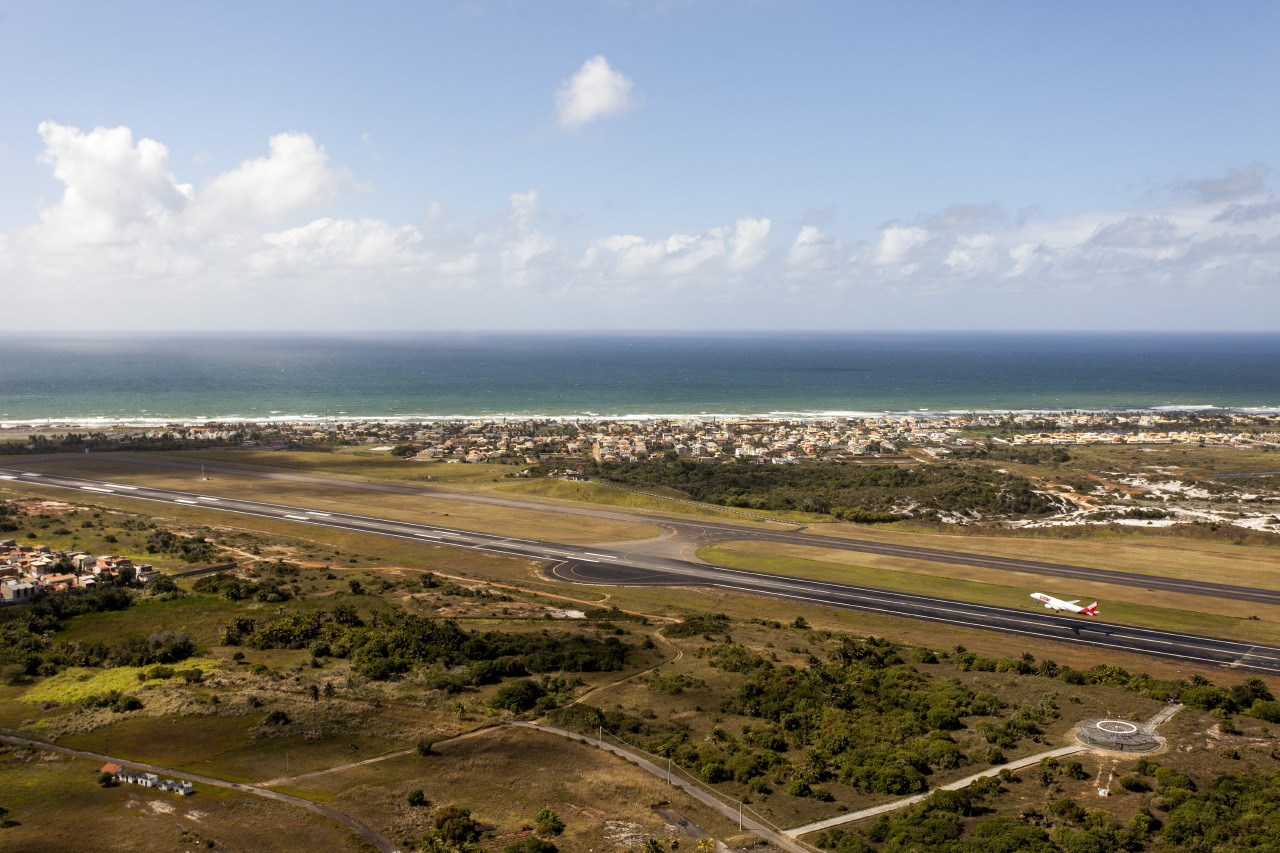